# Melanocorypha calandra
La calandra (Melanocorypha calandra (Linnaeus, 1766)) è un uccello della famiglia degli Alaudidi.

## Descrizione
La calandra è un alaudide dalla corporatura massiccia dalla lunghezza che oscilla tra i 17–20 cm.
Ha un becco massiccio e giallognolo e una caratteristica larga macchia nera ai lati del collo (quest'ultima variabile in dimensione e forma).
Parti superiori grigio-brune striate di nero e parti inferiori chiare.
La pagina inferiore delle ali è nera bordata di bianco.

## Biologia

### Voce
La calandra ha la straordinaria capacità di imitare innumerevoli versi, come del resto sanno fare diversi alaudidi.
Solitamente canta elevandosi alta nel cielo e sfarfallando le ali. 

### Alimentazione
Si nutre in prevalenza di granaglie.

### Riproduzione

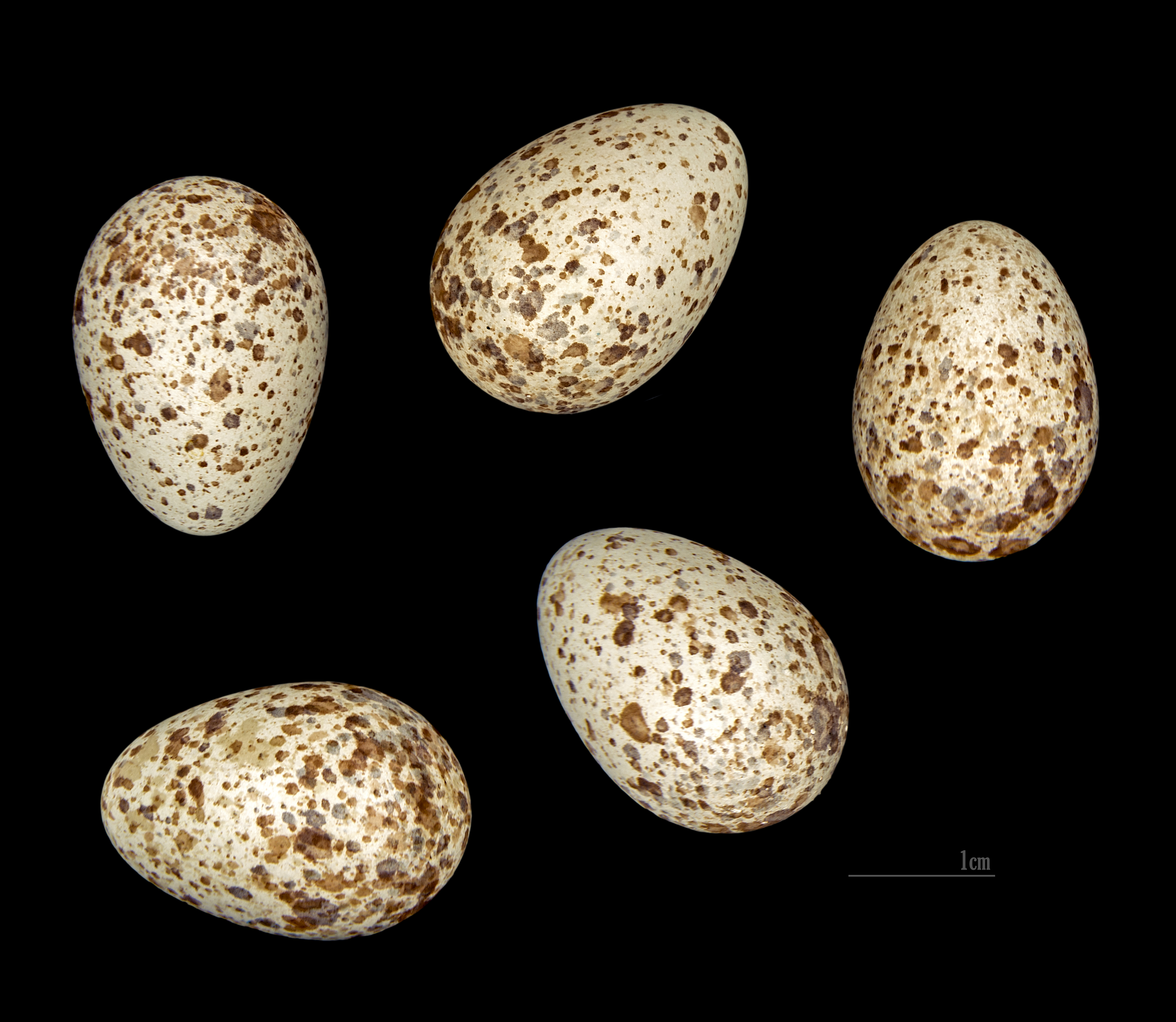
Melanocorypha calandra

Nidifica per terra come tutti gli alaudidi.I pulcini escono dal nido prima ancora di saper volare e necessitano delle cure dei genitori per ancora qualche giorno.

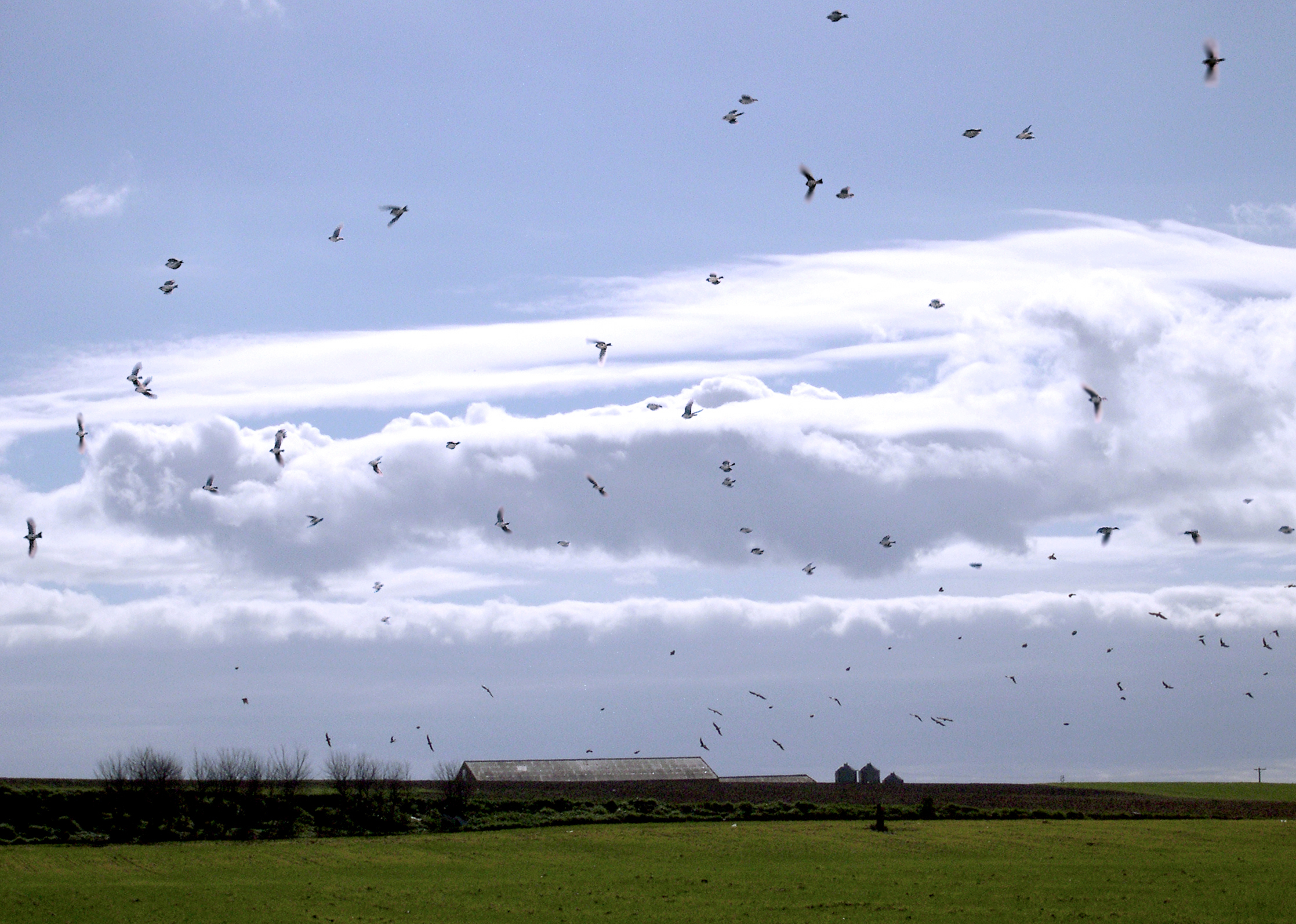
Stormo di calandre in migrazione

## Distribuzione e habitat
È diffusa in quasi tutta Europa, Asia, ed Africa del Nord; in Italia nidifica nel meridione, con prevalenza della penisola salentina, Sicilia, e Sardegna.
I suoi habitat preferenziali sono gli spazi aperti, come pascoli, campi coltivati, e praterie.

## Sistematica
Sono note 4 sottospecie:
- Melanocorypha calandra calandra
- Melanocorypha calandra hebraica
- Melanocorypha calandra psammochroa
- Melanocorypha calandra gaza